# Viviennea spitzi
Viviennea spitzi är en fjärilsart som beskrevs av Rothschild 1935. Viviennea spitzi ingår i släktet Viviennea och familjen björnspinnare. Inga underarter finns listade i Catalogue of Life.